# Atletica leggera ai I Giochi panamericani
L'atletica leggera ai I Giochi panamericani si è tenuta a Buenos Aires, Argentina, dal 25 febbraio al 3 marzo 1951.

## Risultati

### Uomini
| Evento               | Oro                                                             | Prest.   | Argento                                                   | Prest.   | Bronzo                                                                     | Prest.   |
| Corse piane          |                                                                 |          |                                                           |          |                                                                            |          |
| 100 metri            | Rafael Fortún Cuba                                              | 10,60    | Art Bragg Stati Uniti                                     | 10,60    | Herb McKenley Giamaica                                                     | 11,00    |
| 200 metri            | Rafael Fortún Cuba                                              | 21,30    | Art Bragg Stati Uniti                                     | 21,40    | Herb McKenley Giamaica                                                     | 21,50    |
| 400 metri            | Mal Whitfield Stati Uniti                                       | 47,80    | Hugo Maiocco Stati Uniti                                  | 48,00    | Herb McKenley Giamaica                                                     | 48,20    |
| 800 metri            | Mal Whitfield Stati Uniti                                       | 1:53,20  | Bill Brown Stati Uniti                                    | 1:53,30  | Hugo Maiocco Stati Uniti                                                   | 1:53,60  |
| 1500 metri           | H. Browning Ross Stati Uniti                                    | 4:00,40  | Guillermo Solá Cile                                       | 4:00,50  | John Twomey Stati Uniti                                                    | 4:02,00  |
| 5000 metri           | Ricardo Bralo Argentina                                         | 14:57,20 | John Twomey Stati Uniti                                   | 14:57,50 | Gustavo Rojas Cile                                                         | 15:06,40 |
| 10000 metri          | Curt Stone Stati Uniti                                          | 31:08,60 | Ricardo Bralo Argentina                                   | 31:09,40 | Ezequiel Bustamente Argentina                                              | 32:31,80 |
| 3000 siepi           | H. Browning Ross Stati Uniti                                    | 9:32,00  | Curt Stone Stati Uniti                                    | 9:32,00  | Pedro Caffa Argentina                                                      | 9:44,60  |
| Corse ad ostacoli    |                                                                 |          |                                                           |          |                                                                            |          |
| 110 metri ostacoli   | Dick Attlesey Stati Uniti                                       | 14,00    | Estanislao Kocourek Argentina                             | 14,20    | Samuel Anderson Cuba                                                       | 14,20    |
| 400 metri ostacoli   | Jaime Aparicio Colombia                                         | 53,40    | Wilson Carneiro Brasile                                   | 53,70    | Don Halderman Stati Uniti                                                  | 54,50    |
| Staffette            |                                                                 |          |                                                           |          |                                                                            |          |
| 4x100 metri          | Stati Uniti Donald Campbell Art Bragg Dick Attlesey John Voight | 41,00    | Cuba Raúl Mazorra Angel García Jesús Farrés Rafael Fortún | 41,20    | Argentina Gerardo Bönnhoff Adelio Márquez Fernando Lapuente Mariano Acosta | 41,80    |
| 4x400 metri          | Stati Uniti Bill Brown Mal Whitfield John Voight Hugo Maiocco   | 3:09,90  | Cile Jaime Itlmann Martín Gustavo Ehlers Jörn Gevert      | 3:17,70  | Argentina Guido Veronese Máximo Guerra Julio Ferreyra Eduardo Balducci     | 3:18,40  |
| Concorsi             |                                                                 |          |                                                           |          |                                                                            |          |
| Salto in alto        | Virgil Severns Stati Uniti                                      | 1,95 m   | Cal Clark Stati Uniti                                     | 1,90 m   | Adilton de Almeida Brasile                                                 | 1,90 m   |
| Salto in lungo       | Gay Bryan Stati Uniti                                           | 7,14 m   | Albino Geist Argentina                                    | 7,09 m   | Jim Holland Stati Uniti                                                    | 6,95 m   |
| Salto triplo         | Adhemar da Silva Brasile                                        | 15,19 m  | Hélio da Silva Brasile                                    | 15,17 m  | Bruno Witthaus Argentina                                                   | 14,34 m  |
| Salto con l'asta     | Bob Richards Stati Uniti                                        | 4,50 m   | Jaime Piqueras Perù                                       | 3,90 m   | Sinibaldo Gerbasi Brasile                                                  | 3,90 m   |
| Getto del peso       | Jim Fuchs Stati Uniti                                           | 17,25 m  | Juan Kahnert Argentina                                    | 14,27 m  | Nadim Marreis Brasile                                                      | 14,07 m  |
| Lancio del disco     | Jim Fuchs Stati Uniti                                           | 48,91 m  | Dick Doyle Stati Uniti                                    | 47,28 m  | Elvio Porta Argentina                                                      | 44,93 m  |
| Lancio del martello  | Emilio Ortiz Argentina                                          | 48,04 m  | Manuel Etchepare Argentina                                | 46,12 m  | Arturo Melcher Cile                                                        | 45,70 m  |
| Tiro del giavellotto | Ricardo Heber Argentina                                         | 68,08 m  | Steve Seymour Stati Uniti                                 | 67,08 m  | Horst Walter Argentina                                                     | 66,33 m  |
| Prove su strada      |                                                                 |          |                                                           |          |                                                                            |          |
| Maratona             | Delfo Cabrera Argentina                                         | 2:35:01  | Reinaldo Gorno Argentina                                  | 2:45:00  | Luis Valázquez Guatemala                                                   | 2:46:03  |
| 10 km marcia         | Henry Laskau Stati Uniti                                        | 50:26,80 | Luis Turza Argentina                                      | 52:27,50 | Martín Casas Argentina                                                     | 52:59,60 |
| 50 km marcia         | Sixto Ibáñez Messico                                            | 5:06:07  | James Jackson Stati Uniti                                 | 5:21:13  | Amando González Argentina                                                  | 5:27:01  |
| Prove multiple       |                                                                 |          |                                                           |          |                                                                            |          |
| Decathlon            | Hernán Figueroa Cile                                            | 6610 p.  | Hernán Alzamora Perù                                      | 6063 p.  | Enrique Salazar Guatemala                                                  | 4380 p.  |

### Donne
| Evento               | Oro                                                             | Prest.  | Argento                                                  | Prest.  | Bronzo                                                               | Prest.  |
| Corse piane          |                                                                 |         |                                                          |         |                                                                      |         |
| 100 metri            | Julia Sánchez Perù                                              | 12,20   | Jean Patton Stati Uniti                                  | 12,30   | Lilián Heinz Argentina                                               | 12,70   |
| 200 metri            | Jean Patton Stati Uniti                                         | 25,30   | Nell Jackson Stati Uniti                                 | 25,70   | Adriana Millard Cile                                                 | 26,10   |
| Corse ad ostacoli    |                                                                 |         |                                                          |         |                                                                      |         |
| 80 metri ostacoli    | Eliana Gaete Cile                                               | 11,90   | Marion Huber Cile                                        | 12,00   | Nancy Phillips Stati Uniti                                           | 12,10   |
| Staffette            |                                                                 |         |                                                          |         |                                                                      |         |
| 4x100 metri          | Stati Uniti Nell Jackson Jean Patton Dolores Dwyer Janet Moreau | 48,70   | Cile Adriana Millard Kreft Betty Kretschmer Eliana Gaete | 49,30   | Argentina Olga Bianchi Teresa Carvajal Lilián Heinz Ana María Fontán | 49,80   |
| Concorsi             |                                                                 |         |                                                          |         |                                                                      |         |
| Salto in alto        | Jacinta Sandiford Ecuador                                       | 1,46 m  | Lucy López Cile                                          | 1,46 m  | Elizabeth Müller Brasile                                             | 1,46 m  |
| Salto in lungo       | Beatriz Kretschmer Cile                                         | 5,42 m  | Lisa Peters Cile                                         | 5,20 m  | Wanda dos Santos Brasile                                             | 5,18 m  |
| Getto del peso       | Ingeborg Mello Argentina                                        | 12,45 m | Vera Trezoitko Brasile                                   | 11,59 m | Ingeborg Pfüller Argentina                                           | 11,58 m |
| Lancio del disco     | Ingeborg Mello Argentina                                        | 38,55 m | Ingeborg Pfüller Argentina                               | 37,19 m | Frances Kaszubski Stati Uniti                                        | 35,84 m |
| Tiro del giavellotto | Hortensia García Messico                                        | 39,45 m | Amelia Bert Stati Uniti                                  | 38,08 m | Bertha Chiu Messico                                                  | 37,78 m |

## Medagliere
| #      | Nazione     | Oro | Argento | Bronzo | Totale |
| ------ | ----------- | --- | ------- | ------ | ------ |
| 1      | Stati Uniti | 16  | 13      | 6      | 35     |
| 2      | Argentina   | 6   | 8       | 12     | 26     |
| 3      | Cile        | 3   | 6       | 3      | 12     |
| 4      | Cuba        | 2   | 1       | 1      | 4      |
| 5      | Messico     | 2   | 0       | 1      | 3      |
| 6      | Brasile     | 1   | 3       | 5      | 9      |
| 7      | Perù        | 1   | 2       | 0      | 3      |
| 8      | Colombia    | 1   | 0       | 0      | 1      |
| 8      | Ecuador     | 1   | 0       | 0      | 1      |
| 10     | Giamaica    | 0   | 0       | 3      | 3      |
| 11     | Guatemala   | 0   | 0       | 2      | 2      |
| Totale | Totale      | 33  | 33      | 33     | 99     |